# Andreana Družina
Andreana Družina (Trieste, 26 de enero de 1920-7 de marzo de 2021) fue una comisaria política y partidista eslovena. 
Recibió el Premio de la Orden del héroe del Pueblo de Yugoslavia. Nació en Trieste, Italia y murió el 7 de marzo de 2021 a la edad de 101 años.